# 蘇多比奇
50°17′40″N 25°44′26″E / 50.29444°N 25.74056°E
蘇多比奇（烏克蘭語：Судобичі），是烏克蘭的村落，位於該國西北部羅夫諾州，由杜布諾區負責管轄，面積0.54平方公里，海拔高度203米，2001年人口346，人口密度每平方公里640.7人。